# Diplonevra oldenbergi
Diplonevra oldenbergi är en tvåvingeart som först beskrevs av Schmitz 1920.  Diplonevra oldenbergi ingår i släktet Diplonevra och familjen puckelflugor. Arten har ej påträffats i Sverige. Inga underarter finns listade i Catalogue of Life.